# Quintin Young
Pour les articles homonymes, voir Young.
Quintin Young est un footballeur écossais né le 19 septembre 1947 à Irvine. Il évoluait au poste d'ailier gauche.

## Biographie
Quintin Young commence sa carrière sous les couleurs du Ayr United en 1969,.
En 1971, il découvre le championnat d'Angleterre avec Coventry City. Il dispute notamment 26 rencontres et marque deux buts lors de la saison 1971-1972,.
Il rejoint les Rangers FC en 1973. Il remporte la Coupe d'Écosse dès son arrivée,.
En compétitions européennes, il dispute quatre matchs en Coupe des clubs champions et deux matchs en Coupe des vainqueurs de coupes pour aucun but marqué.
En 1976, Young est transféré à East Fife, il raccroche les crampons en 1980,.

## Palmarès
Rangers FC
- Coupe d'Écosse (1) :
  - Vainqueur : 1972-73.